# Calwer Heckengäu
Das FFH-Gebiet Calwer Heckengäu ist ein im Jahr 2005 durch das Regierungspräsidium Karlsruhe nach der Richtlinie 92/43/EWG (Fauna-Flora-Habitat-Richtlinie) angemeldetes Schutzgebiet (Schutzgebietskennung DE-7218-341) im deutschen Bundesland Baden-Württemberg. Mit Verordnung des Regierungspräsidiums Karlsruhe zur Festlegung der Gebiete von gemeinschaftlicher Bedeutung vom 12. Oktober 2018 (in Kraft getreten am 11. Januar 2019), wurde das Schutzgebiet ausgewiesen. 

## Lage
Das weit zerstreute, 2046,2 Hektar große Schutzgebiet gehört zu den Naturräumen 122 – Obere Gäue, 123 – Neckarbecken und 150 – Schwarzwald-Randplatten. Das Gebiet erstreckt sich über die Markungen von zwölf Städten und Gemeinden in den Landkreisen Böblingen, Calw und Enzkreis:
- Rutesheim: 20,56 ha = 2 %
- Weil der Stadt: 81,85 ha = 4 %
- Althengstett: 143,24 ha = 7 %
- Calw: 245,55 ha = 12 %
- Gechingen: 163,70 ha = 8 %
- Ostelsheim: 359,10 ha = 4 %
- Simmozheim: 102,31 ha = 5 %
- Wildberg: 675,26 ha = 33 %
- Friolzheim: 122,77 ha = 6 %
- Heimsheim: 122,77 ha = 6 %
- Neuhausen: 163,70 ha = 8 %
- Tiefenbronn: 122,77 ha = 6 %

## Beschreibung und Schutzzweck
Kuppige Muschelkalkhochfläche mit repräsentativer, reich gegliederter Kulturlandschaft des Heckengäus. Das Schutzgebiet besteht aus 48 Teilgebieten.

### Lebensraumklassen
(allgemeine Merkmale des Gebiets) (prozentualer Anteil der Gesamtfläche)
Angaben gemäß Standard-Datenbogen aus dem Amtsblatt der Europäischen Union
|                                                |                                                |  |      |      |
| N10 – Feuchtes und mesophiles Grünland         | N10 – Feuchtes und mesophiles Grünland         |  | 50 % | 50 % |
| N15 – Anderes Ackerland                        | N15 – Anderes Ackerland                        |  | 15 % | 15 % |
| N16 – Laubwald                                 | N16 – Laubwald                                 |  | 10 % | 10 % |
| N17 – Nadelwald                                | N17 – Nadelwald                                |  | 4 %  | 4 %  |
| N19 – Mischwald                                | N19 – Mischwald                                |  | 13 % | 13 % |
| N21 – Nicht-Waldgebiete mit hölzernen Pflanzen | N21 – Nicht-Waldgebiete mit hölzernen Pflanzen |  | 8 %  | 8 %  |
|                                                |                                                |  |      |      |

### Lebensraumtypen
Folgende Lebensraumtypen nach Anhang I der FFH-Richtlinie kommen im Gebiet vor:
| EU Code | Lebensraumtyp (offizielle Bezeichnung)                                                                          | Kurzbezeichnung                              | Hektar |
| ------- | --- | -------------------------------------------- | ------ |
| 3150    | Natürliche eutrophe Seen mit einer Vegetation des Magnopotamions oder Hydrocharitions                           | Natürliche nährstoffreiche Seen              | 0,04   |
| 3260    | Flüsse der planaren bis montanen Stufe mit Vegetation des Ranunculion fluitantis und des Callitricho-Batrachion | Fließgewässer mit flutender Wasservegetation | 2,00   |
| 3270    | Flüsse mit Schlammbänken mit Vegetation des Chenopodion rubri p.p. und des Bidention p.p.                       | Schlammige Flussufer mit Pioniervegetation   | 0,05   |
| 5130    | Formationen von Juniperus communis auf Kalkheiden und -rasen                                                    | Wacholderheiden                              | 70,70  |
| 6110    | Lückige basophile oder Kalk-Pionierrasen (Alysso-Sedion albi)                                                   | Kalk-Pionierrasen                            | 0,002  |
| 6210    | Naturnahe Kalk-Trockenrasen und deren Verbuschungsstadien (Festuco-Brometalia)                                  | Kalk-Magerrasen                              | 64,40  |
| 6410    | Pfeifengraswiesen auf kalkreichem Boden, torfigen und tonig-schluffigen Böden (Molinion caeruleae)              | Pfeifengraswiesen                            | 0,70   |
| 6430    | Feuchte Hochstaudenfluren der planaren und montanen bis alpinen Stufe                                           | Feuchte Hochstaudenfluren                    | 3,50   |
| 6510    | Magere Flachland-Mähwiesen (Alopecurus pratensis, Sanguisorba officinalis)                                      | Magere Flachland-Mähwiesen                   | 285,70 |
| 7220    | Kalktuffquellen (Cratoneurion)                                                                                  | Kalktuffquellen                              | 0,01   |
| 7230    | Kalkreiche Niedermoore                                                                                          | Kalkreiche Niedermoore                       | 0,001  |
| 8210    | Kalkfelsen mit Felsspaltenvegetation                                                                            | Kalkfelsen mit Felsspaltenvegetation         | 0,01   |
| 8310    | Nicht touristisch erschlossene Höhlen                                                                           | Höhlen und Balmen                            | 0,001  |
| 9130    | Waldmeister-Buchenwald (Asperulo-Fagetum)                                                                       | Waldmeister-Buchenwald                       | 61,30  |
| 91E0    | Auen-Wälder mit Alnus glutinosa und Fraxinus excelsior (Alno-Padion, Alnion incanae, Salicion albae)            | Auenwälder mit Erle, Esche, Weide            | 3,50   |

### Zusammenhängende Schutzgebiete
Mehrere Landschaftsschutzgebiete überschneiden sich ganz oder teilweise mit dem FFH-Gebiet. 67 % des Gebiets liegen im Naturpark Schwarzwald Mitte/Nord. Folgende Naturschutzgebiete liegen im FFH-Gebiet:
- Betzenbuckel
- Büchelberg
- Feuerbacher Heide-Dickenberg
- Gebersack
- Gültlinger und Holzbronner Heiden
- Hörnle und Geißberg
- Monbach, Maisgraben und St. Leonhardquelle
- Silberberg
- Simmozheimer Wald
- Tiefenbronner Seewiesen
- Würm-Heckengäu